# Micromitrium perexiguum
Micromitrium perexiguum är en bladmossart som beskrevs av Marshall Robert Crosby 1968. Micromitrium perexiguum ingår i släktet Micromitrium och familjen Ephemeraceae. Inga underarter finns listade i Catalogue of Life.